# Грант Фишер
Грант Џексон Фишер (енгл. Grant Jackson Fisher; Калгари, 22. април 1997.) је амерички тркач на средње и дуге стазе, светски рекордер у трци на 3.000 метара у дворани. Фишер држи америчке рекорде у тркама на 3.000 м, две миље, 5.000 м и 10.000 м. На Олимпијским играма у Паризу 2024. Фишер је освојио бронзане медаље на 5.000 м и 10.000 м.

## Лични живот
Грант Фишер је рођен у породици Дена и Соње Фишер. Има старију сестру Хејли и млађег брата Марка. Одрастао је у Гранд Бланку у Мичигену. Похађао је Универзитет Станфорд у Пало Алту, Калифорнија. Поред трчања, Фишер је играо и фудбал. Фишер сада тренира у Парк Ситију, под вођством тренера Мајка Скенела.

## Међународни успеси

### 2021 – Пробој на међународни ниво
Фишер је 2021. годину започео серијом личних рекорда, почевши са 7:37,21 на 3000 м 6. фебруара. Касније тог месеца поправио је свој лични рекорд на 10.000 м на 27:11.29. Фишер је 6. марта поставио још један лични рекорд, и то на 5.000 м са временом 13:02,53.
На одложеним Олимпијским играма 2020. у Токију Фишер је завршио као пети на 10.000 м са временом 27:46,39. Стигао је девети на 5.000 м у времену 13:08,40.

### 2022 – Успех на Светском првенству и обарање америчких рекорда
Фишер је 2022. поставио четири северноамеричка рекорда и постао први Американац који је трчао 5.000 м за испод 12 минута и 50 секунди и 10.000 м за испод 26 минута и 40 секунди. Његова рекордна година почела је на Универзитету у Бостону 12. фебруара, када је истрчао северноамерички рекорд на 5.000 м у дворани са временом 12:53,73. Његово време је премашило претходни рекорд од 13:01,26 којег је држао Гален Руп. 6. марта оборио је још један северноамерички рекорд када је у трци на 10.000 м, постигао време од 26:33,84, што је тада био седми резултат у свету свих времена у трци на 10.000 метара.
На Светском првенству 2022. у Јуџину Фишер се пласирао на четврто место у финалу на 10.000 м. Такође је завршио као четврти у финалу на 5000 м.
После Светског првенства, Фишер је учествовао на три такмичења Дијамантске лиге, где је забележио неколико места међу прва три и где је поставио још два северноамеричка рекорда. Он је 10. августа на митингу Дијамантске лиге у Монаку истрчао време од 7:28,48 на 3.000 метара. Следећег месеца поставио је још један северноамерички рекорд, и то у трци на 5.000 метара од 12:46,96 на митингу Дијамантске лиге у Бриселу.

### 2024 – Олимпијске бронзане медаље у тракама на 5.000 и 10.000 метара
Фишер је 11. фебруара 2024. поставио амерички рекорд у трци на 2 миље у дворани са 8:03,62 на Милроуз играма где је завршио као други иза Шкота Џоша Кера, који је истрчао незванични светски рекорд.
На Олимпијским играма у Паризу 2024. у финалу на 10.000 метара, Фишер је освојио бронзану медаљу у времену 26:43,46, иза Берихуа Арегавија, и победника Џошуе Чептегеија. У овој трци 13 атлетичара је трчало брже од некадашњег олимпијског рекорда од 27:01,17, којег је поставио Кенениса Бекеле 2008. године. 10. августа 2024. у финалу на 5000 метара, Фишер је освојио своју другу бронзану медаљу.

### 2025 – Светски рекорд у трци на 3.000 метара у дворани
Фишер је победио на митингу у дворани у Њујорку 8. фебруара 2025. у трци на 3.000 метара са временом 7:22.91, што је време новог светског рекорда у дворани. Другопласирани, Кол Хокер, такође је трчао брже (7:23.14) од претходног светског рекорда Ламеше Гирме (7:23.81).

## Међународна такмичења
| Година | Такмичење                          | Место            | Позиција | Дисциплина | Резултат | Белешка |
| ------ | ---------------------------------- | ---------------- | -------- | ---------- | -------- | ------- |
| 2013   | Светско првенство за млађе јуниоре | Доњецк, Украјина | 9.       | 1.500 м    | 3:52.00  |         |
| 2014   | Светско првенство за јуниоре       | Јуџин, САД       | 20.      | 1.500 м    | 3:49.62  |         |
| 2021   | Олимпијске игре                    | Токио, Јапан     | 9.       | 5.000 м    | 13:08.40 |         |
| 2021   | Олимпијске игре                    | Токио, Јапан     | 5.       | 10.000 м   | 27:46.39 |         |
| 2022   | Светско првенство                  | Јуџин, САД       | 6.       | 5.000 м    | 13:11.65 |         |
| 2022   | Светско првенство                  | Јуџин, САД       | 4.       | 10,000 м   | 27:28.14 |         |
| 2024   | Олимпијске игре                    | Париз, Француска | 3.       | 10.000 м   | 26:43.46 |         |
| 2024   | Олимпијске игре                    | Париз, Француска | 3.       | 5.000 м    | 13:15.13 |         |

## Лични рекорди
Информације са профила Гранта Фишера на сајту Светске атлетике.
| Стаза                       | Дисциплина | Време    | Датум               | Место                    | Напомене                 |
| --------------------------- | ---------- | -------- | ------------------- | ------------------------ | ------------------------ |
| Атлетска стаза на отвореном | 1.500 м    | 3:34,90  | 9. јун 2024.        | Њујорк, САД              |                          |
| Атлетска стаза на отвореном | 3.000 м    | 7:25.47  | 17. септембар 2023. | Јуџин, САД               | Северноамерички рекорд   |
| Атлетска стаза на отвореном | 2 миље     | 8:11.09  | 21. август 2021.    | Јуџин, САД               |                          |
| Атлетска стаза на отвореном | 5.000 м    | 12:46.96 | 2. септембар 2022.  | Брисел, Белгија          | Северноамерички рекорд   |
| Атлетска стаза на отвореном | 10.000 м   | 26:33.84 | 6. март 2022.       | Сан Хуан Капистрано, САД | Северноамерички рекорд   |
| Атлетска стаза у дворани    | 1.500 м    | 3:33,99  | 2. фебруар 2025.    | Бостон, САД              |                          |
| Атлетска стаза у дворани    | 3.000 м    | 7:22.91  | 8. фебруар 2025.    | Њујорк, САД              | Светски рекорд у дворани |
| Атлетска стаза у дворани    | 2 миље     | 8:03.62  | 11. фебруар 2024.   | Њујорк, САД              |                          |
| Атлетска стаза у дворани    | 5.000 м    | 12:51.84 | 16. фебруар 2024.   | Бостон, САД              |                          |
| Друм (ван стадиона)         | 5 км       | 13:01    | 7. септембар 2022.  | Цирих, Швајцарска        |                          |